# Glen Broomhill
Hon. Glen Raymond Broomhill (* 20. Januar 1933 in Adelaide, South Australia; † 26. Dezember 2007 ebenda) war ein australischer Politiker der Labor Party, der zwischen 1965 und 1979 Mitglied des South Australian House of Assembly sowie mehrmals Minister war. Seine nachhaltigste Leistung war die als Architekt der visionären Flaschenpfandgesetzgebung Südaustraliens 1975. Diese Initiative, eine der ersten ihrer Art weltweit, gilt als Meilenstein für das Umweltbewusstsein.

## Leben
Glen Raymond Broomhill, Sohn des Anstreichers Joseph Broomhill, besuchte die Richmond Primary School sowie die Goodwood Boys Technical School. Nachdem er 1949 als Sechzehnjähriger die Schule verlassen hatte, begann er eine Berufsausbildung zum Zahntechniker und arbeitete im Anschluss in diesem Beruf. Daneben engagierte er sich in der Labour Party sowie der Gewerkschaftsbewegung und wurde 1956 zunächst Organisator sowie bereits 1958 Sekretär der Föderierten Gewerkschaft sonstiger Arbeitnehmer FMWUI (Federated Miscellaneous Workers’ Union of Australia) im Bundesstaat South Australia. Außerdem wurde er 1958 auch Vizepräsident des Bundesvorstandes der FMWUI und fungierte zudem bis 1965 als Arbeitnehmervertreter in neun Lohnausschüssen.
Bei der Wahl am 6. März 1965 wurde Broomhill für die Labor Party im Wahlkreis West Torrens als Nachfolger seines Parteifreundes Fred Walsh erstmals zum Mitglied der South Australian House of Assembly gewählt, des Unterhauses des Parlaments von South Australia, und vertrat diesen Wahlkreis bis zu dessen Auflösung zum 29. Mai 1970. In dieser Zeit war er zwischen dem 25. August 1966 und dem 16. April 1968 erstmals Parlamentarischer Geschäftsführer (Government Whip) der Fraktion der Labor-Regierung in der Legislativversammlung. Nach der Niederlage der Labor Party bei der Wahl am 2. März 1968 übernahm er am 17. April 1968 die Funktion als Opposition Whip und war damit bis zum 1. Juni 1970 Parlamentarischer Geschäftsführer der oppositionellen Labor-Fraktion im House of Assembly.
Bei der Wahl am 30. Mai 1970 wurde Glen Broomhill für die ALP im neu geschaffenen Wahlkreis Henley Beach wieder zum Mitglied der Legislativversammlung gewählt und vertrat diesen Wahlkreis bis zu seiner Niederlage gegen Bob Randall von der Liberal Party bei der Wahl am 15. September 1979.
Bei dieser Wahl am 30. Mai 1970 gewann die ALP eine Mehrheit von 27 der 47 Sitze im House of Assembly, woraufhin er am 2. Juni 1970 in die zweite Regierung von Premier Don Dunstan berufen wurde und bekleidete in dieser bis zum 19. November 1970 erst das Amt als Minister für Arbeit und Industrie (Minister of Labour and Industry). Anschließend fungierte er zwischen dem 20. November 1970 und dem 11. August 1971 als Minister für Naturschutz (Minister for Conservation) beziehungsweise vom 12. August 1971 bis zum 9. Juni 1975 als Minister für Umwelt und Naturschutz (Minister of Environment and Conservation). Daneben war er zwischen dem 20. November 1970 und dem 20. September 1973 Beigeordneter Minister beim Premier (Minister Assisting the Premier), daraufhin vom 20. September 1973 bis zum 9. Juni 1975 in Personalunion Minister für Freizeit und Sport (Minister of Recreation and Sport) und Fischereiminister (Minister of Fisheries) sowie ferner zwischen dem 1. November 1973 und dem 9. Juni 1975 Tourismusminister (Minister of Tourism). Im Zuge einer weiteren Umbildung der zweiten Regierung Dunstan fungierte er zwischen dem 10. Juni und dem 16. Oktober 1975 als Umweltminister (Minister for the Environment) und zugleich als Minister für Planung und Entwicklung (Minister for Planning and Development). Daneben bekleidete er vom 20. Juni bis zum 24. Juli 1975 das Amt als Minister für Gemeinwohl (Minister of Community Welfare) sowie zwischen dem 24. Juni und dem 16. Oktober 1975 außerdem wieder als Beigeordneter Minister beim Premier. Seine nachhaltigste Leistung als Umweltminister war die als Architekt der visionären Flaschenpfandgesetzgebung Südaustraliens 1975. Diese Initiative, eine der ersten ihrer Art weltweit, gilt als Meilenstein für das Umweltbewusstsein. Dadurch wurde die Zahl der Abfälle von Dosen und Flaschen im ganzen Bundesstaat drastisch reduziert. Der Erfolg dieser Initiative war größtenteils sein Engagement für die Sache und seiner Weigerung, angesichts des heftigen Widerstands der Industrie nachzugeben, zu verdanken.
Nach seinem Ausscheiden aus der Regierung übernahm er vom 17. Oktober 1975 bis zum 14. September 1979 noch einmal die Funktion als Government Whip und damit als Parlamentarischer Geschäftsführer der regierenden Labor-Fraktion unter Premier Dunstan beziehungsweise vom 15. Februar bis zum 14. September 1979 von dessen Nachfolger Des Corcoran. Am 18. Dezember 1975 wurde ihm der Höflichkeitstitel The Honourable verliehen. Aus seiner Ehe mit Jill Coles Broomhill gingen die drei Kinder Jan Hammond, Juile Hill und Greg Broomhill hervor.

## Hintergrundliteratur
- Parliament of South Australia: Statistical Record of the Legislature 1836–2007 (Memento vom 11. März 2019 im Internet Archive)

## Weblink
- Hon Glen Broomhill. In: Parlament von South Australia. Abgerufen am 29. April 2024 (englisch).